# Fokker V.17

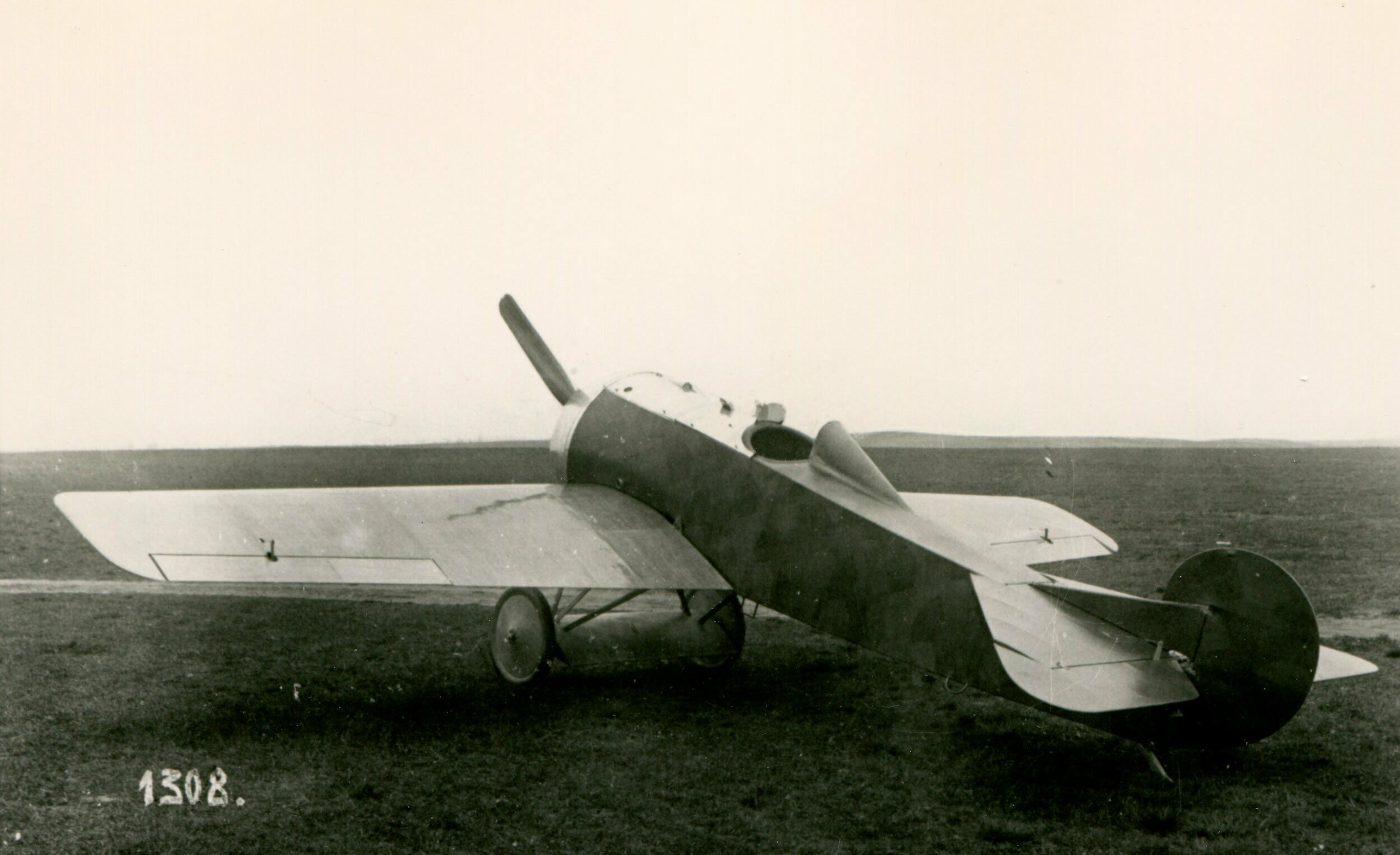
Fokker V.25

De Fokker V.17 en de hiervan afgeleide types waren een reeks experimentele eendekker gevechtsvliegtuigen geproduceerd door de Nederlandse vliegtuigbouwer Fokker Technologies in het jaar 1910 en verder.
- V.17 Was een schouder eendekker met vrijdragende vleugels en met multiplex bekleding, voortgestuwd door een 82 kW (110 pk) Oberursel motor.

- V.20 Was een vrijdragende midden eendekker met multiplex bekleding en werd aangedreven door een 119 kW (160 pk) Mercedes D IIIa motor. Het was vergelijkbaar met de V.17.

- V.21 Veel overeenkomsten met de V.20, maar met taps toelopende vleugels.

- V.23 Was verwant aan de V.20 en V.21. Het toestel werd getest door het Duitse Leger, maar afgewezen vanwege het slechte zicht naar voren (vermoedelijk bij het landen). De V.23 werd aangedreven door een 119 kW (160 pk) Mercedes III motor.

- V.25 Was bekleed met multiplex, met een vrijdragende vleugel in een laagdekker configuratie. Het vliegtuig werd aangedreven door een Oberursel Ur. II van 82 kW (110 pk), welke onvoldoende vermogen bleek te leveren.

## Specificatie V.23 en V.25
Type V.23
- Fabrikant: Fokker Technologies
- Lengte: 5,80 m
- Spanwijdte: 8,73 m
- Hoogte: 2,63 m
- vleugeloppervlak: 11,12 m²
- leeggewicht: 673 kg
- maximum gewicht: 853 kg
- Motor: Mercedes III watergekoelde zescilinder lijnmotor, 160 pk

Prestaties
- Maximumsnelheid: 200 km/u

Bewapening
- Boordgeschut: 2 x 7.92 mm machinegeweer

Type V.25
- Fabrikant: Fokker Technologies
- Lengte: 5,93 m
- Spanwijdte: 8,73 m
- Hoogte: 2,63 m
- vleugeloppervlak: 11,12 m²
- leeggewicht: 383 kg
- maximum gewicht: 584 kg
- Motor: Oberursel Ur. II rotatiemotor, 110 pk

Prestaties
- Maximumsnelheid: ± 200 km/u